# Château de Chambeuil
Le château de Chambeuil est un château médiéval, aujourd'hui en ruines, situé sur la commune de Laveissière dans le Cantal.

## Situation

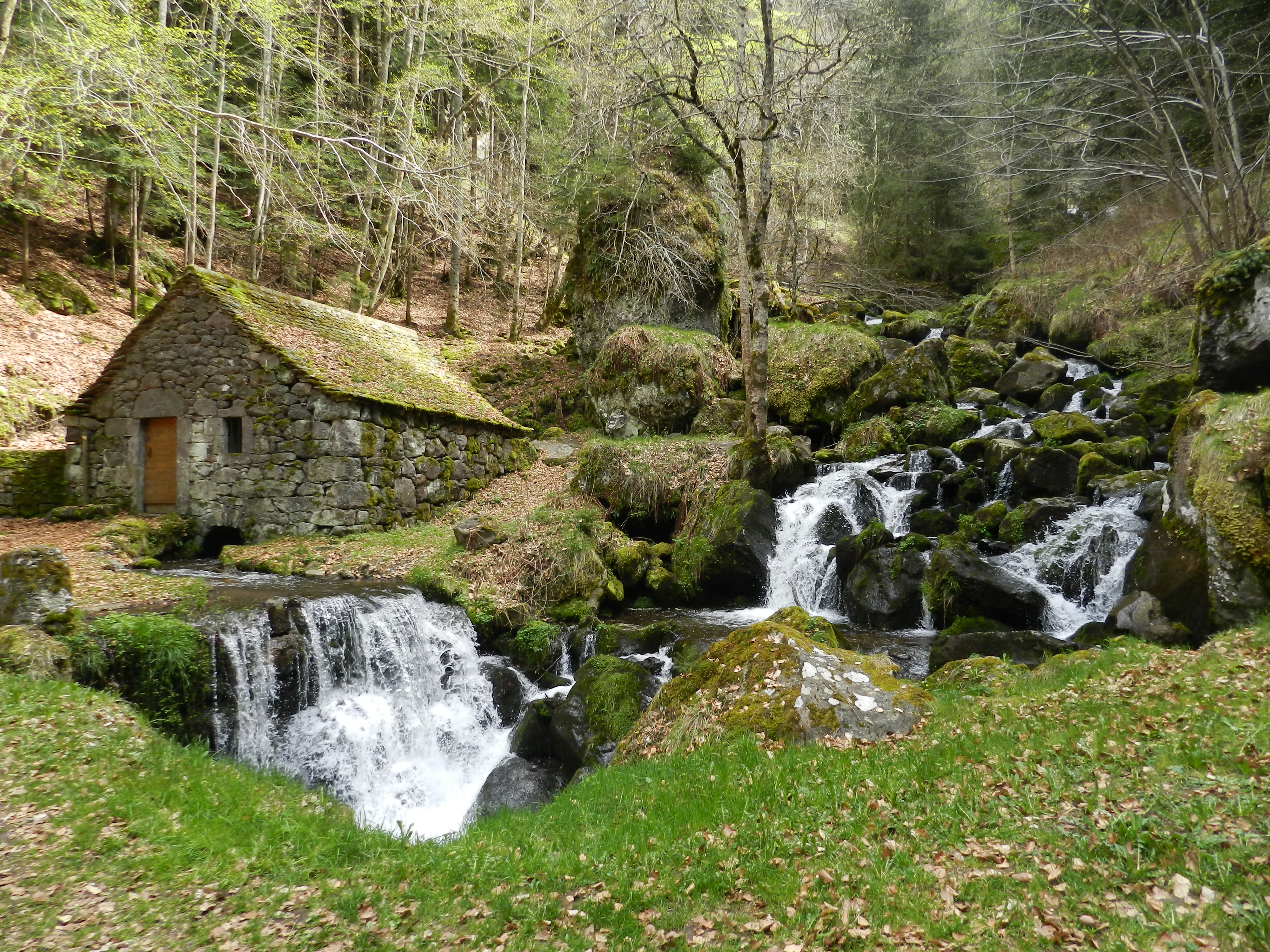
Deux moulins se trouvent au-dessus du château

Le château de Chambeuil est situé en Valagnon, en Haute-Auvergne. Plus précisément, il se trouve en haut du village éponyme, sur la rive droite du ruisseau du même nom, qui se caractérise par la présence de nombreuses cascades et de deux moulins à eau, et en dessous d'un viaduc ferroviaire.

## Localisation
On y accède depuis le parking à gauche de l'ancienne école en prenant le chemin menant à une ferme isolée.

## Description
Le château est en ruines. Il ne subsiste que quelques murs ainsi que les vestiges d'une petite tour.

## Historique

### Famille De Beaumarché
Le premier seigneur de Chambeuil connu est Eustache de Beaumarché. Ce petit noble gravissant rapidement l'échelle sociale, devient seigneur de Chambeuil (ainsi que baron de Calvinet) en épousant Marine de Vigouroux, fille de Dieudonné de Vigouroux. Eustache fait hommage de sa seigneurie, dont il tenait une partie par alliance, au vicomte de Murat en 1265 puis directement au roi de France en raison du château royal de Beccoire voisin, faisant office de siège ambulant au Bailliage des Montagnes d'Auvergne dont Eustache est à la tête. À cette époque, le château est peu considérable.
En 1294, Eustache meurt sans héritier mâle et lègue une grande fortune territoriale à sa fille Marie, issue de son premier mariage avec Marine de Vigouroux. Elle décide de vendre la seigneurie le 25 avril (jour de la Saint-Marc) 1325 au mari de sa belle-sœur Eustachie (issue du deuxième mariage d'Eustache avec Aygline de Barasc), Pierre II de la Vie de Villemur.

### Famille De la Vie de Villemur
Celui-ci est un personnage important puisqu'il est en effet le neveu du pape Jean XXII. Il transmet à sa mort en 1337 la seigneurie à son fils Arnaud (issu de son premier mariage avec Bernarde du Mas) qui vend le domaine en 1370 pour 2000 livres, à Pierre Julien.

### Famille De Julien
Fils d'un autre Pierre, bourgeois à Murat, dont les armes sont d'azur au chevron d'argent, accompagné de trois épées d'or, deux en chef et une en pointe, Pierre achète la seigneurie, qui s'étend à l'époque sur tout le Valagnon, riche des montagnes (estives) et de la forêt du Lioran
La seigneurie est transmise ensuite à son fils Guillaume (né en 1350), un homme très savant pour son siècle, marié à Bompar du Chambon. Il rend hommage en 1403 au duc de Berry. Guillaume agrandit la seigneurie en acceptant la donation de Fraisse-Soubro (Fraisse-Haut) et Langlade en 1403 de la part de son cousin Jean de Chazelles, seigneur d'Ussel, et en achetant en 1407 diverses pièces de terre dans la vallée à Guillaume Couderc (de Murat) et à Jean Saisset (de Saint-Flour).
Son fils Jean (1410-1433) lui succède mais meurt jeune et lègue Chambeuil à son frère Pons (1411-1465), ne laissant que 800 écus à ses deux filles Claude et Gabrielle qui contestent, avec leur mère Marguerite de Rochefort, vainement jusqu'à un jugement en aout 1464 donnant raison à Pons. Celui-ci poursuit l'œuvre de son père en achetant des portions de terrains au Chambon à Guillaume de Mollitz et Bérarde Brugueyre en 1442. À sa mort, il donne 200 écus d'or à l'église de Bredons d'une messe par jour à perpétuité.
La seigneurie passe dans les mains de son fils François (1450-1516) qui rachète en 1481 la montagne du Lioran à Jean et Astorg de Clavières (de Murat) et en 1482 le bois de Vallere à Amerigon de Combrelles. Il assigne 400 écus d'or à sa femme Jeanne de Beaufort sur le village de Fraysse-Soubre. On relève également une reconnaissance emphytéotique d'Antoine Borgade (de Bredons) en faveur de François en 1485. Il vend des rentes au chapitre de Bredons en 1390 et le champ del Riou en 1512 à Durand et Jacques de Merguel
Son fils Charles (1485-1558), marié à Marguerite de Saint Martial de Drugeac en 1513, lui succède, rend hommage au roi en 1538 et établit sa sépulture en l'église de Bredons au tombeau de ses prédécesseurs.
Son fils Antoine (marié à Françoise d'Anjony en 1580) prend la succession, suivi de son fils Jean (marié à Catherine de Ludesse en 1586), qui répare le château délabré grâce au service rendu auprès du vicomte de Polignac et de son petit-fils François (marié à Françoise de Leyrette en 1621). Ce dernier meurt sans fils et lègue à sa fille Claude

### Famille De Cosnac et d'Anterroches
Celle-ci la transmet la seigneurie à la maison de Cosnac en se mariant à Annet de Cosnac, seigneur de la Marque, avec lequel elle eut deux fils : Claude, aide de camp du maréchal de Turenne auprès duquel il meurt en 1671, et Clément. À la mort d'Annet, Claude se remarie avec Pierre Ier de Dienne mais Chambeuil reste dans les mains de Clément de Cosnac.
La seigneurie est en partie vendue à la famille d'Anterroches dans la première moitié du XVIIe siècle. Devenus co-seigneurs, les deux familles ont de grands démêlés au sujet de la prééminence dans le chœur de l'église de Bredons. Clément finie par vendre ses droits à Anterroches, désormais pleinement seigneur de Chambeuil.